# Alluaudomyia paraspina
Alluaudomyia paraspina är en tvåvingeart som beskrevs av Wirth 1952. Alluaudomyia paraspina ingår i släktet Alluaudomyia och familjen svidknott. Inga underarter finns listade i Catalogue of Life.